# Plasy
Plasy es una pequeña ciudad perteneciente al Distrito de Pilsen-Norte en la parte occidental de la República Checa, extendiéndose por el espectacular y bello río Strela. Es muy famoso por su monasterio fundado en 1144, el cual fue reconstruido durante los años 1661 y 1739 bajo el mandato de J. B. Mathey y Jan Santini Aichel y llegó a ser un importante centro del arte barroco. Después que el emperador José II abolió casi todas las órdenes religiosas, el monasterio paso ser parte de los príncipes de Metternich.
Hoy el monasterio le pertenece al Estado, y aunque su restauración se está llevando de una manera lenta aun permanece abierto al público, con algunas bibliotecas regionales pero como un importante centro turístico.